# 前田和浩
前田 和浩（まえだ かずひろ、1981年4月19日 - ）は、日本の陸上競技元選手、現指導者。専門は長距離走・マラソン。
2006年ドーハアジア競技大会男子5000m・4位、世界陸上大阪大会男子10000mおよび世界陸上ベルリン大会・世界陸上モスクワ大会・世界陸上北京大会各男子マラソン日本代表など。身長166cm、体重54kg。

## 経歴・人物

### 学生時代～実業団入り後・ドーハアジア大会（男子5000m）出場
佐賀県杵島郡白石町出身。白石町立白石中学校を経て佐賀県立白石高等学校卒業後は大学へ進学せず、地元九州の実業団チーム・九電工（福岡県福岡市）に就職し、同社陸上競技部に所属。
高校時代から各種大会に出場経験を持っている選手で、九州では名の知られた選手であった。トラック種目を中心に競技活動を続け、2000年10月に世界ジュニア陸上競技選手権大会へ日本代表選手として出場した経歴を持っている。
2006年12月にドーハアジア競技大会・男子5000mに出場したが、4位に留まり惜しくもメダル獲得はならなかった。

### 世界陸上大阪大会（男子10000m）出場
2007年3月11日、山口県山口市開催の全日本実業団ハーフマラソン・男子の部では、自身のハーフマラソン自己記録（当時）で初優勝を果たした。
同年8月27日、世界陸上大阪大会の男子長距離走・日本代表に初選出される。男子10000mに出場したが入賞争いに加わる事は出来ず、日本人トップの竹澤健介（12位）にも約1分近く遅れての17位に終わった。
同年10月14日、世界ロードランニング（現・世界ハーフマラソン）選手権大会（イタリア）に出場。自己記録を2秒更新するも、日本男子トップでハーフマラソン日本男子記録を達成した佐藤敦之（総合9位）からは、1分43秒遅れの総合30位に終わった。

### 世界陸上ベルリン大会（男子マラソン）出場
前田自身初のフルマラソン出場だった、2009年3月22日開催の東京マラソン2009に出場。結果2時間11分01秒で2位（日本人選手1位）となり、世界陸上ベルリン大会の男子マラソン日本代表選手に自動内定した（自身世界陸上競技選手権へは2大会連続2度目の選出）。同年8月22日の世界陸上ベルリン大会男子マラソンは、メダル・入賞争いに絡めず39位と完敗だったが、団体戦では日本代表で銅メダルを獲得した。
世界陸上大邱大会・国内選考レースとなった、2011年2月6日の第60回記念別府大分毎日マラソンでは、自己記録を32秒更新し日本人最高の3位となった。しかし、最後まで優勝を争った外国人2人についていくことができず、基準とされていた2時間10分を切ることが出来なかった事もマイナス評価となり、2大会連続の世界陸上選手権代表には選ばれなかった。
2011年12月4日、ロンドンオリンピック男子マラソン国内選考レースの福岡国際マラソンに出場。ペースメーカーがいなくなった25Km過ぎから、今井正人らと日本人同士の先頭争いを演じたが、36Km過ぎで公務員ランナー・川内優輝に後方から追いつかれ、その後3人でのデッドヒートを演じた。しかし38.4Km地点の給水所でスパートした川内と今井についていけず脱落し、日本人3番目の6位に敗れた。
ロンドン五輪国内選考レースに再挑戦となる、2012年2月26日の東京マラソン2012に出場。だが25Km過ぎで、日本人最高の2位に入った藤原新のロングスパートには対応できずに後退。自身初の2時間8分台をマークしたが、藤原からは50秒遅れて日本人2番目の6位に留まった。同年3月12日、ロンドン五輪男子マラソン日本代表選出の可能性もあったが、結局正式代表も補欠メンバーにも選ばれなかった。

### 世界陸上モスクワ大会（男子マラソン）出場
世界陸上モスクワ大会・国内選考レースの2013年2月24日、第7回東京マラソン2013に出場。マラソン自己記録を38秒更新および日本人トップの4位に入り、国内選考会では日本男子で最高タイムをマークしたが、ゴール記録は2時間8分丁度と2時間7分台に僅か1秒及ばなかった。同年4月25日、同年8月開催の世界陸上モスクワ大会日本代表へ、男子マラソンでは2大会ぶり2度目（長距離種目も含めると通算3度目）の選出となった。
その2013年8月の世界陸上モスクワ大会・男子マラソン本番では、レース中盤を過ぎてから2位集団についていけなくなり後退し、結局日本人三番手の17位だったが、此れが前田自身世界陸上大会では最高順位と成った。

### 世界陸上北京大会（男子マラソン）出場
世界陸上北京大会・国内選考レースの2015年3月1日、びわ湖毎日マラソンへ優勝を目指して出場。中間点付近の折返し地点でペースメーカーの一人が間違えて直進しまうハプニングが有る中、前田は32Km過ぎ迄先頭集団に加わっていた。しかしその後、優勝したサムエル・ドゥングらのペースアップについていけなかった。結果日本人トップの4位に入ったが、冷雨と強風の悪天候も災いしゴールタイムは2時間11分台に留まった。それでも日本陸連はレース内容を高評価し、同年8月開催の世界陸上北京大会・男子マラソン日本代表へ、2大会連続3度目（長距離を含め通算4度目）の選出となった。
世界陸上北京大会開幕日の2015年8月22日に男子マラソンに出場するも、19Km付近で両足が痙攣するアクシデントでズルズル後退。結局40位と完走は果たしたが、世界陸上男子マラソンではワーストの成績に終わってしまった（藤原正和は21位、今井正人は欠場）。2016年8月に開催されるリオデジャネイロオリンピック男子マラソン最終選考会である、同年3月6日のびわ湖毎日マラソンへ2年連続で出場するも、19Km付近で日本人首位争いから脱落してしまい、結局26位の完敗で念願のオリンピック日本代表選出は又しても果たせなかった。

### 再起成らず、現役引退
再起を掛けて、世界陸上ロンドン大会・国内選考レースの2016年12月4日、福岡国際マラソンへ出場したが、中間点過ぎで日本人トップ・3位の川内優輝らの争いから脱落、日本人3番目の10位に留まった。翌2017年12月3日、MGCシリーズ（2020年東京オリンピック日本代表選考会）の対象レース・福岡国際マラソンへ2年連続3回目の出走に。序盤から先頭争いに加わらず後方の集団で待機するも、30Km以降はスローダウンとなり、結局日本人10着の総合15位に終わり、これが前田自身現役最後のフルマラソンと成った。
2018年元日開催のニューイヤー駅伝では、九電工の男子メンバーとして7区・アンカーを担当（区間6位・チーム総合12位）。このレースをもって、現役引退を表明。前田は「長いようで終わるとあっという間。五輪に出られなかったのが悔いは残るが、良い競技人生だった。今後は自分の経験を選手達に伝えていきたい」とコメント。尚引退後は、九電工の女子陸上部コーチに就任する。
2022年1月1日付けでトーエネック陸上部のコーチに就任。なお九電工ではトーエネックへの「出向」「異動」と表現している。

## 主な戦績
- 2000年 世界ジュニア陸上選手権（サンティアゴ/ チリ） 5000m
- 2006年4月 世界クロスカントリー選手権（福岡市/ 日本） シニア4km 60位 11分36秒
- 2006年12月 ドーハアジア競技大会（ドーハ/ カタール） 5000m 4位 13分56秒16
- 2007年3月 全日本実業団ハーフマラソン（山口市/ 日本）ハーフマラソン 優勝 1時間02分10秒
- 2007年8月 世界陸上大阪大会（大阪市/ 日本） 10000m 17位 29分48秒17
- 2007年10月 世界ロードランニング選手権大会（ウーディネ/ イタリア） ハーフマラソン 30位（自己記録）1時間02分08秒
- 2009年 東京マラソン2009（東京都/ 日本） マラソン 2位（初マラソン・日本男子トップ）2時間11分01秒
- 2009年 世界陸上ベルリン大会（ベルリン/ ドイツ） マラソン 39位 2時間19分59秒（団体戦・日本代表銅メダル）
- 2011年 別府大分毎日マラソン（大分県/ 日本） マラソン 3位（日本男子トップ）2時間10分29秒
- 2011年 福岡国際マラソン（福岡市/ 日本） マラソン 6位 2時間11分46秒
- 2012年 東京マラソン2012（東京都/ 日本） マラソン 6位 2時間8分38秒
- 2012年 アムステルダムマラソン（アムステルダム/ オランダ） マラソン 15位 2時間14分37秒
- 2013年 東京マラソン2013（東京都/ 日本） マラソン 4位（日本男子トップ・自己記録）2時間8分00秒
- 2013年 世界陸上モスクワ大会（モスクワ/ ロシア） マラソン 17位 2時間15分25秒
- 2014年 別府大分毎日マラソン（大分県/ 日本）　マラソン 11位 2時間14分28秒
- 2014年 ベルリンマラソン（ベルリン/ ドイツ） マラソン 16位 2時間15分18秒
- 2015年 びわ湖毎日マラソン（滋賀県/ 日本） マラソン 4位 （日本男子トップ）2時間11分46秒
- 2015年 世界陸上北京大会（北京/ 中国） マラソン 40位 2時間32分48秒
- 2016年 びわ湖毎日マラソン（滋賀県/ 日本） マラソン 26位 2時間17分56秒
- 2016年 福岡国際マラソン（福岡市/ 日本） マラソン 10位 2時間12分19秒
- 2017年 福岡国際マラソン（福岡市/ 日本） マラソン 15位 2時間13分18秒（現役最後のマラソン）
- 2018年 ニューイヤー駅伝（群馬県/ 日本） 駅伝７区 区間6位・48分10秒、チーム総合12位・4時間59分40秒（現役最後の公式レース）

## 自己記録
- 5,000m 13分25秒24（2008年7月 KBC Night of Athletla）
- 10,000m 27分55秒17（2007年12月 日体大長距離記録会）
- ハーフマラソン 1時間02分08秒（2007年10月 世界ロードランニング選手権大会）
- 30Km 1時間30分07秒（2007年2月 金栗杯記念熊日30キロロードレース）
- マラソン 2時間8分00秒（2013年2月 東京マラソン2013）